# Erlan Idrissov
Erlan Idrissov ou Idrisov (en kazakh : Ерлан Әбілфайызұлы Ыдырысов, Ierlan Äbilfaïyzouly Ydyryssov ; en russe : Ерлан Абильфаизович Идрисов, Ierlan Abilfaïzovitch Idrissov), né le 28 avril 1959 à Karkaraly dans l'oblys de Karaganda, est un homme politique kazakh,. 

## Carrière
Idrissov travaille comme diplomate au Pakistan pour l'URSS à la fin des années 1980.
Erlan Idrissov est ministre des Affaires étrangères du Kazakhstan de 1999 à 2002. Il est remplacé par Kassym-Jomart Tokaïev.
En 2002, il est nommé ambassadeur du Kazakhstan au Royaume-Uni et, en juin 2007, il est nommé ambassadeur aux États-Unis, poste qu'il occupe jusqu'en septembre 2012.
Le 28 septembre 2012, il est de nouveau nommé ministre des Affaires étrangères, en remplacement de Ierjan Kazykhanov. L'objectif de cette nomination par le président Noursoultan Nazarbaïev est de renforcer les relations économiques avec l'Occident, mais aussi à rassurer les pays occidentaux sur le fait que le Kazakhstan ne se tourne pas uniquement vers la Russie. Il est remplacé en 2016 par Kaïrat Abdrakhmanov.